# Bantarpanjang (Cibingbin)
Bantarpanjang is een bestuurslaag in het regentschap Kuningan van de provincie West-Java, Indonesië. Bantarpanjang telt 2274 inwoners (volkstelling 2010).